# 吐鲁番鱥
吐鲁番鱥（学名：Phoxinus grumi）为輻鰭魚綱鯉形目雅羅魚科鱥屬的鱼类，是中国的特有物种。分布于吐鲁番盆地等，屬于冷水性鱼类。其常见于溶氧量较高，生活習性不明。

## 扩展阅读
維基物種上的相關：吐鲁番鱥